# Niederungen

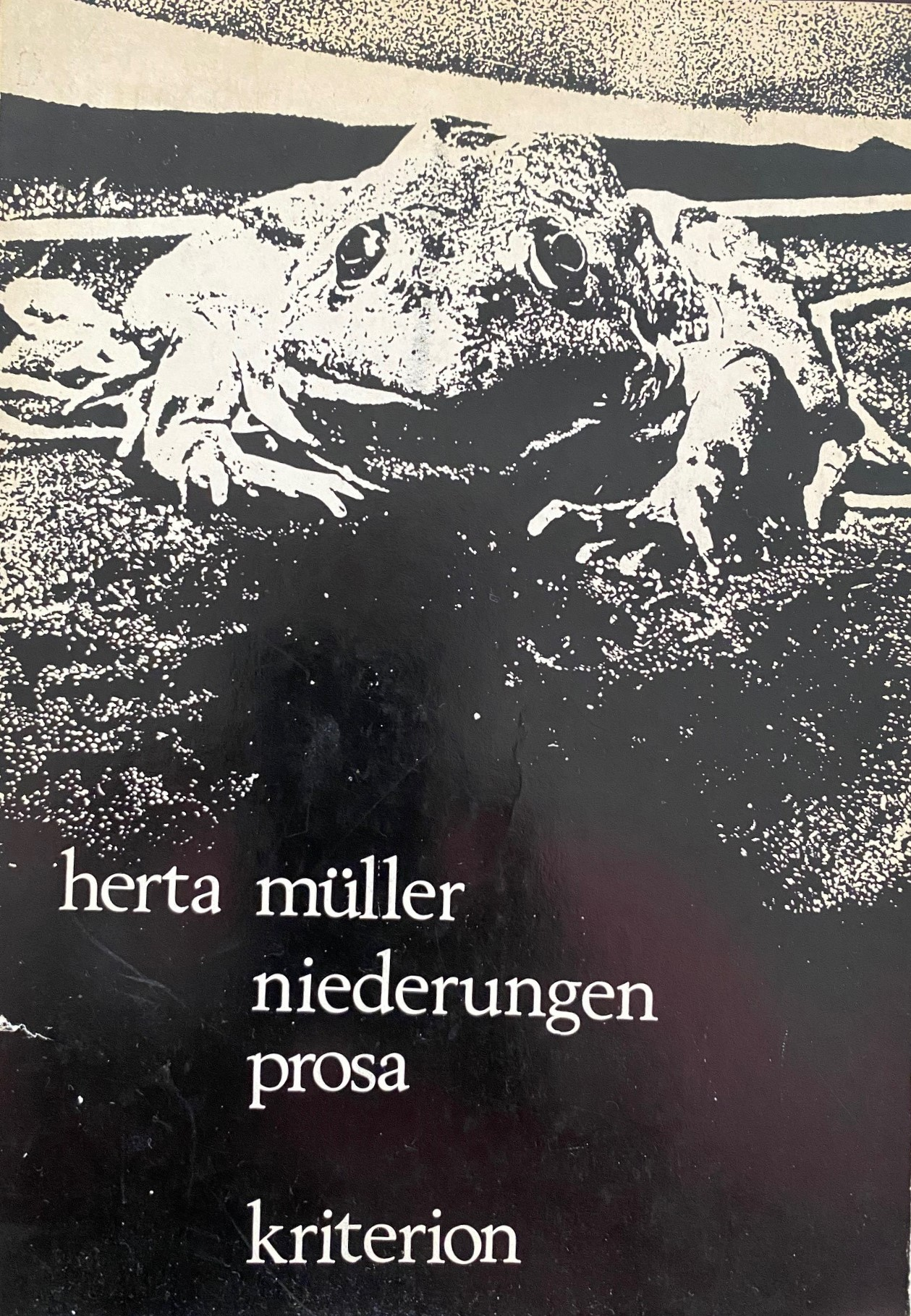
Erstausgabe Niederungen, Bukarest 1982

Niederungen ist das erste Werk von Herta Müller, das 1982 in Bukarest und 1984 in einer überarbeiteten Fassung im Berliner Rotbuch Verlag erschien. Die Ausgabe bei Rotbuch enthält sechzehn Erzählungen, die teils aus dem Bukarester Band Niederungen (1982), teils aus dem Band Drückender Tango (Kriterion 1984) stammen und vornehmlich vom Leben der Schwaben in einem Dorf im Banat handeln. Der Prosaband ist nach der längsten Erzählung benannt, gleichzeitig kann man unter Niederungen aber auch die moralische Verkommenheit der Dorfbewohner verstehen, die alle Erzählungen thematisieren. Die Erzählerin zertrümmert das ländliche Familienidyll, indem sie von einer freudlosen Kindheit voller Schrecken, der Brutalität, Geilheit, dem Alkoholismus und dem Geiz der Erwachsenen erzählt. Die Banater Schwaben empfanden diesen Prosaband als Nestbeschmutzung. Besonders der Vorabdruck der kleinen Satire Das schwäbische Bad in der Temeswarer Tageszeitung Neue Banater Zeitung im Mai 1981, in dem die Autorin den Reinlichkeitsdünkel ihrer Landsleute aufs Korn nimmt, hatte eine Flut empörter Leserbriefe ausgelöst und viele banatschwäbische Leser schon im Vorhinein gegen ihren Debütband eingenommen. 1989 erklärte Herta Müller in einem Interview: „Die Niederungen sind ja das Buch, das, so haben es die Banater Schwaben empfunden, sich auf eine ‚verleumderische‘ Art und Weise auf sie bezieht. Die haben sich in den Texten gesucht und in den verschiedenen literarischen Personen wiedererkannt [...]. Auch in Österreich, in der Schweiz, überall, wo Literatur sich mit dem ländlichen Milieu beschäftigt, reagiert das Milieu darauf, und immer auf die dieselbe Weise: mit Beschimpfungen, Bedrohungen, anonymen Briefen, mit allem, was dazu gehört.“

## Inhalt
Die erste Erzählung Die Grabrede ist ein Traum, in dem die Erzählerin auf der Beerdigung ihres Vaters, der viele Tote auf dem Gewissen hat, eine Rede halten soll, ihr aber nichts einfällt, woraufhin sie mit der Begründung, wir lassen uns nicht verleumden, zum Tode verurteilt wird. Herta Müllers Vater war Mitglied der Waffen-SS.
In der Geschichte Das schwäbische Bad baden drei Generationen im gleichen Wasser und reiben in der Wanne „graue Nudeln“ ab. Die Erzählung Meine Familie handelt davon, dass die Väter nicht die Väter der Kinder sind, die in ihrer Familie aufwachsen, sondern die Väter der Kinder, die in anderen Familien aufwachsen. So wird auch angedeutet, dass die Erzählerin die Tochter des Postmannes ist, der ihr immer hundert Lei zum Neujahr schenkt.
Niederungen ist eine circa achtzig Seiten lange Erzählung, die den Dorfalltag aus der Perspektive eines phantasievollen Mädchens beschreibt, das in einem Haus lebt, in dem drei Generationen zusammenleben. Man erfährt von einem Spiel, das das Mädchen mit ihrem kleinen Nachbarn spielt: 'Erwachsensein'. Dabei beschimpft sie ihn unter anderem als Dreckschwein, Säufer und Hurenbock, schiebt dann ihre falschen Brüste zurecht und ihr Nachbar schwitzt unter seinem Schnurrbart, als sie Mann und Frau spielen. 
Faule Birnen erzählt von einer Fahrt von Vater, Tante, Cousine und der Erzählerin ins Gebirge, um dort Tomaten zu verkaufen. Nachts hört sie Stöhnen und Keuchen aus dem Bett ihrer Tante. Zurückgekehrt hört sie am nächsten Abend das Gleiche aus dem Bett ihrer Eltern. Nach 'faulen Birnen' riecht nach der Erzählerin die heiße Luft aus dem Bauch ihrer etwas älteren Cousine. Die weiteren Erzählungen variieren das bisher Erzählte. Sie heißen Drückender Tango, Das Fenster, Der Mann mit der Zündholzschachtel, Dorfchronik und Der deutsche Scheitel und der deutsche Schnurrbart.
Die letzten fünf Geschichten erzählen von einer Überlandreise (Der Überlandbus), einem missglückten Urlaub am Schwarzen Meer (Mutter, Vater und der Kleine), dem Stadtleben (Der Straßenkehrer) und dem Alltag im Wohnblock (Schwarzer Park).
In den Bukarester Erstausgaben kommt es in den Einzeltexten gelegentlich zu Abweichungen zur Berliner Version; die Anordnung der Texte ist in den Erstausgaben die folgende:
Niederungen (Kriterion Verlag 1982, 128 Seiten):
1. Niederungen;
2. Der Mann mit der Zündholzschachtel;
3. Die Grabrede;
4. Der deutsche Scheitel und der deutsche Schnurrbart;
5. Das schwäbische Bad;
6. Meine Familie;
7. Dorfchronik;
8. Der Überlandbus;
9. Die Straßenkehrer;
10. Die Meinung;
11. Mutter, Vater und der Kleine;
12. Damals im Mai;
13. Schwarzer Park;
14. Inge;
15. Herr Wultschmann;
16. Arbeitstag.
Drückender Tango (Kriterion Verlag 1984, 84 Seiten)
1. Heide;
2. Pferdeköpfe;
3. Aufgewühlte Erde;
4. Schwarze Tücher;
5. Drosselnacht;
6. Der Wolf im Berg;
7. Faule Birnen;
8. Die Schachtel der Einsamkeit;
9. Die Stromuhr;
10. Malven über leeren Straßen;
11. Das Fenster;
12. Rote Milch;

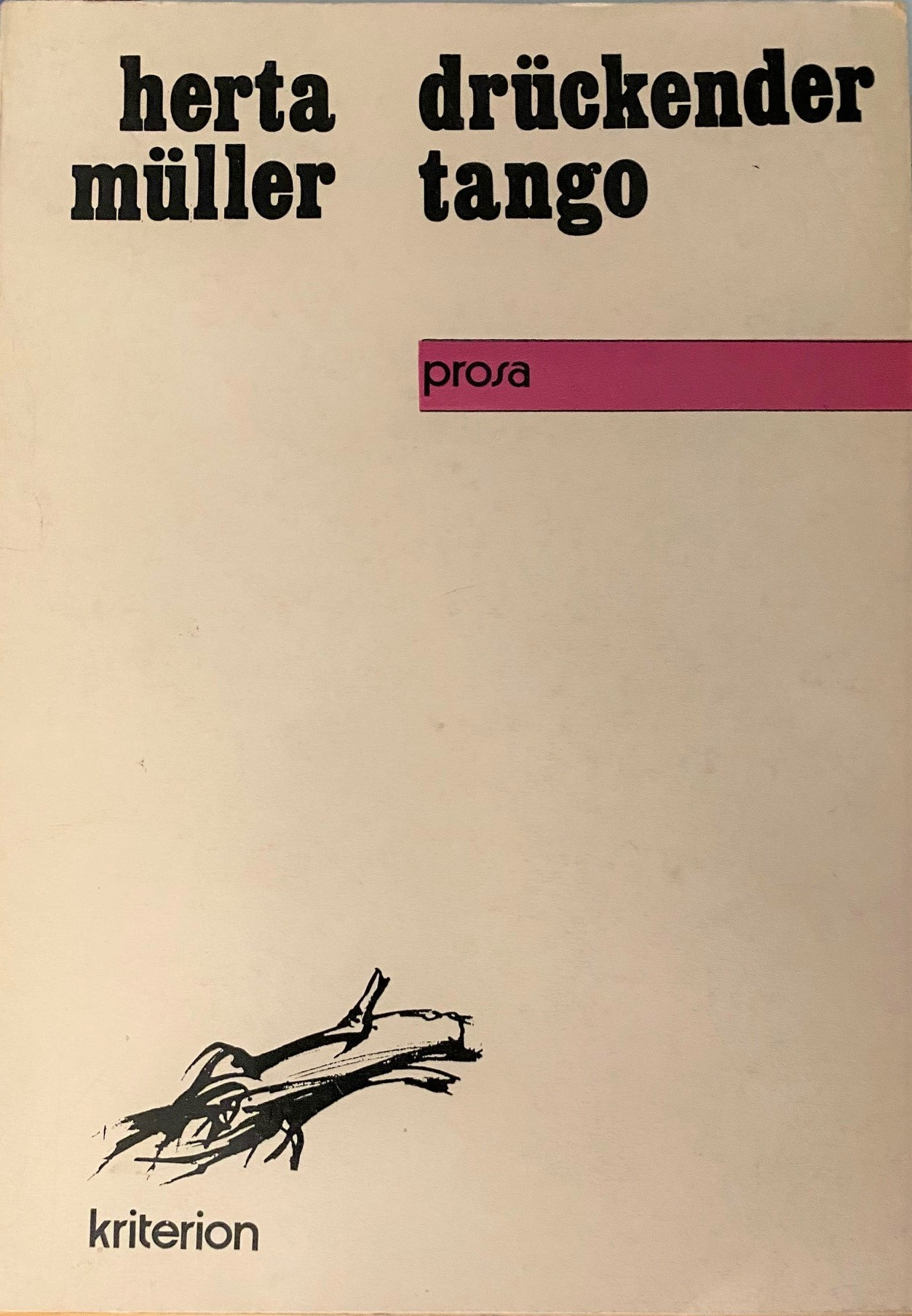
Drückender Tango, Bukarest 1984

13. Wer seinen Teller nicht leer ißt;
14. Die andren Augen;
15. Die kleine Utopie vom Tod;
16. Der Hakenmann;
17. Die Lebenslinie;
18. Die Taschenuhr;
19. Dreihundertneunundneunzig Jahre;
20. Das Lied vom Marschieren;
21. Drückender Tango;
22. Wenn ich den Fuß beweg;
23. Es ist Sonntag;
24. Schulbankgesicht;
25. Der Regen;
26. Möbelstücke;
27. An diesem Tag;
28. Eine Arbeit;
29. Sie;
30. Meine Finger;
31. Das Licht, das aus den Bäumen fällt;
32. Herr Eugen;
33. Der feste Platz;
34. In einem tiefen Sommer;
35. Das Geweih;
36. Haar;
37. Das kalte Lied;
38. Eidechsen;
39. Bleiben zum Gehn.

## Bühnenfassung
Nach einer Vorpremiere am 28. Juli 2012 hatte die Bühnenfassung des Textes am 29. September 2012 unter der Regie von Niky Wolcz seine Uraufführung am Deutschen Staatstheater Temeswar (DSTT). In der Kritik der Aufführung hieß es: „Es ist nicht leicht, die poetische Sprache der Nobelpreisesträgerin, die so wenig verwandt mit der Plastizität des Theaters ist, in Szene zu setzen. [...] Das Bühnenbild und die Kostüme [...] spiegeln die Welt eines deutschsprachigen Dorfes wider, das in sich geschlossen und davon besessen ist, seine ‚Werte‘ zu erhalten. Es ist die Fiktion einer besonderen Lebensweise.“

## Auszeichnungen
1982 erhielt Herta Müller für Niederungen den Literaturpreis des Verbandes der Kommunistischen Jugend (VKJ) und den Debütpreis des rumänischen Schriftstellerverbandes.

## Rezeption
Der Literaturwissenschaftler Friedmar Apel berichtete zur Episode Das schwäbische Bad: „In lakonischer Wiederholung wird darin das samstägliche Reinigungsritual, in dem die Familienmitglieder nacheinander ‚graue Nudeln‘ von sich abreiben, während das langsam abkühlende Wasser seine Farbe augenfällig verändert, zu einer komisch-ekelhaften Allegorie des banatschwäbischen Dorflebens: ‚Die Nudeln der Mutter, des Vaters, der Großmutter und des Großvaters kreisen über dem Abfluss‘. Die offenkundige Satire wurde als ‚Greuelmärchen aus Nitzkydorf‘ gelesen und brachte der jungen Autorin in den Blättern der deutschen Minderheit wüste Beschimpfungen im Vokabular des gesunden Volksempfindens ein.“
Der Schriftsteller Friedrich Christian Delius meinte: „Diese Autorin versteht es, die Übergänge zwischen der präzisen Beobachtung und den fortgesetzt bedrohlichen Phantasien so unmerklich zu überschreiten, daß beim Lesen immer neue Irritationen und Bewegungen entstehen.“
Lucian Vărșăndan, Intendant des Deutschen Staatstheaters Temeswar sah Niederungen als ein politisches Statement. „Es beschäftigt uns heute, dass wir auch in die heutigen Zielgruppen des Deutschen Staatstheaters hinein die Themen darlegen, wie das Leben in der Diktatur, wie es das vor über 20 Jahren gegeben hat. Und natürlich auch vor dem Kontext zu rekonstruieren, der seinerzeit Herta Müller diesem doppelten Widerspruch ausgesetzt hat, einerseits zu Diktatur, zum kommunistischen System, andererseits aber auch zu den stark eingegrenzten Rahmenbedingungen, die durch die eigene Gemeinschaft, die durch die sehr traditionsgebundene deutsche Minderheit gegeben war.“
Nach Meinung des Goethe-Instituts Krakau beschrieb Müller „in eindringlichen Szenen ... das Leben der deutschsprachigen Banatschwaben im kommunistischen Rumänien als düstere Anti-Idylle in einer Enklave, die von Angst, Hass, Intoleranz und Unbeweglichkeit geprägt ist. Der zensurierte Band erschien, nach zweieinhalbjähriger Verzögerung, 1982 in Bukarest. Die Erzählung ‚Das schwäbische Bad‘, bereits im Mai 1981 in der Neuen Banater Zeitung publiziert, empörte die Banater Schwaben zutiefst.“